# Alf Hiltebeitel
Alf Hiltebeitel, né à New York le 10 avril 1942 et mort le 12 mars 2023 à Cali, est un indianiste et chercheur en sciences humaines américain. Professeur de Religion pendant près de 35 ans à l'Université George Washington à Washington, il est l'auteur de nombreux articles et ouvrages consacrés aux épopées sanskrites telles que le Mahabharata et le Ramayana ainsi qu'à la tradition religieuse indienne.

## Biographie
Alfred John Hiltebeitel dit Alf Hiltebeitel est né le 10 avril 1942 à New York aux États-Unis. Il est le fils de George Hiltebeitel artiste peintre (1905-1984) et de Lucille Barnett Hiltebeitel (1919-2014), ainsi que le frère aîné de Jane (1946-1996),,.
Il obtient sa licence universitaire du Haverford College en 1963, puis poursuit ses études à la University of Chicago Divinity School (en) où il soutient sa thèse d'Histoire des religions en 1973. Il est là influencé notamment par Victor Turner, J. A. B. van Buitenen (en) qui lui enseigne le sanskrit et Mircea Eliade dont il est l'assistant entre 1966 et 1968,. Il commence sa carrière d'enseignant à l'Université George Washington en 1968 en tant qu'assistant et devient professeur de Religion en 1981, poste qu'il tiendra jusqu'à sa retraite en 2017,.

### Recherche
Alf Hiltebeitel commence son activité de recherche centrée sur l'analyse et la compréhension des mythes indiens avec sa thèse de doctorat titrée Gods, Heroes, and Krsna: A Study of the Mahabharata in relation to Indian and Indo-European Symbolisms. Il la remanie pour constituer le corps de son premier livre, The ritual of battle : Krishna in the Mahābhārata où il cherche une voie médiane entre le comparatisme de Georges Dumézil et de Stig Wikander, et la vision de Madeleine Biardeau qui inclut les évolutions indiennes des mythes comme des textes,.
Suivant la suggestion de Madeleine Biardeau, il entreprend en 1974 son premier voyage du sud de l'Inde pour étudier sur place le culte de Draupadi qu'il pensait différent du mythe tel que décrit dans le Mahabharata analysé par les lettrés occidentaux. Cette confrontation  entre la religion vécue par la population du Tamil Nadu et l'étude des textes sanskrits est probablement la plus féconde de sa carrière. Il écrit environ 26 articles scientifiques consacrés aux cultes de Draupadi et de Kuttantavar entre 1980 et 2000. Il publie également en 1988 et 1991 The Cult of Draupadī en deux volumes situés aux frontières de la recherche ethnologique et spécifiquement dédiés au culte de l'épouse commune des Pandava.
Dès le début des années 1990, Alf Hiltebeitel commence à considérer le Mahabharata comme une œuvre littéraire unifiée et non comme un empilement de couches parfois contradictoires superposées au cours des siècles. Il va ainsi jusqu'à proposer que l'épopée ait été écrite par un petit groupe en une ou deux générations au cours des deux derniers siècles avant Jésus-Christ,. Cette perspective synchronique radicale, très éloignée de l'approche traditionnelle de la recherche occidentale, l'amène à considérer le texte dans son ensemble pour ce qu'il contient et propose à l'auditeur, et plus comme une accumulation d'histoires qui reflètent un hypothétique lointain passé historique. Il concrétise en 2001 cette vision nouvelle dans Rethinking the Mahābhārata : a reader's guide to the education of the dharma king qui est reçu par la communauté scientifique avec des avis parfois très tranchés.
Alf Hiltebeitel écrit à partir de 2012 une somme en deux volumes Freud's Mahābhārata et Freud's India traçant un parallèle entre la psychanalyse freudienne et le Mahabharata. Il tente d'éclairer certains mythes de l'épopée notamment à l'aide de L'inquiétante étrangeté et de la correspondance entre Sigmund Freud et Girindrashekhar Bose,.

### Vie privée
Alf Hiltebeitel est le père d'Adam et Simon nés respectivement en 1968 et 1973. Marié à Helen Ramsey, il divorce en 1993 et se remarie avec Elena Eder. Il indique en 2018 s'être converti au catholicisme romain pendant l'écriture de Freud's India.

## Publications
Alf Hiltebeitel est l'auteur depuis 1972 de plus de 70 articles scientifiques consacrés principalement aux épopées sanskrites et au culte de la Déesse en Inde du sud, et dont une partie a été republiée en 2011 dans les deux tomes Essays By Alf Hiltebeitel. Il est également l'auteur ou l'éditeur de 13 ouvrages consacrés aux mêmes thèmes.
Il est aussi le producteur exécutif et le réalisateur de Lady of Gingee: South Indian Draupadi Festivals, un documentaire de 113 minutes retraçant la fête de Draupadi dans deux villages du Tamil Nadu en 1986,.
À partir de 1982, il contribue à plusieurs encyclopédie en tant qu'expert. Il est ainsi notamment l'auteur de l'entrée Mahabharata de l'Abingdon Dictionary of World Religions, et des articles Hinduism publié dans The Encyclopedia of Religion et dans The Harper Collins Dictionary of Religion dont il est également éditeur de la section consacrée aux religions de l'Inde.

### Ouvrages
- The ritual of battle : Krishna in the Mahābhārata, Cornell University Press, Ithaca, 1976,  (ISBN 9780801409707)
- The Cult of Draupadī, vol. 1: Mythologies: From Gingee to Kurukṣetra, University of Chicago Press, Chicago, 1988,  (ISBN 9780226340463)
- The Cult of Draupadī, vol. 2: On Hindu Ritual and the Goddess, University of Chicago Press, Chicago, 1991,  (ISBN 9780226340487)
- Rethinking India’s Oral and Classical Epics: Draupadi among Rajputs, Muslims, and Dalits, University of Chicago Press, Chicago, 1999,  (ISBN 9780226340517)
- Rethinking the Mahābhārata : a reader's guide to the education of the dharma king, University of Chicago Press, Chicago, 2001,  (ISBN 9780226340531)
- Dharma, University of Hawai'i Press, Honolulu, 2010  (ISBN 9780824860639)
- Dharma : its early history in law, religion, and narrative, Oxford University Press, Oxford, 2011  (ISBN 9780195394238)
- Nonviolence in the Mahābhārata: Śiva’s Summa on Ṛṣidharma and the Gleaners of Kurukṣetra, Routledge, Londres, 2016  (ISBN 9781138646186)
- Freud's India : Sigmund Freud and India's first psychoanalyst Girindrasekhar Bose Oxford, Oxford University Press, New York, 2018   (ISBN 9780190878375)
- Freud's Mahābhārata, Oxford University Press, New York, 2018  (ISBN 9780190878344)

### Essais
- Reading The Fifth Veda : studies on the Mahābhārata - Essays By Alf Hiltebeitel Vol 1, Vishwa Adluri et Joydeep Bagchee éditeurs,  BRILL, Leyde, 2011  (ISBN 9789004185661)
- When the Goddess Was a Woman: Mahābhārata Ethnographies; Essays by Alf Hiltebeitel Vol 2, Vishwa Adluri et Joydeep Bagchee éditeurs, BRILL, Leyde, 2011  (ISBN 9789004193802)